# Etterzhausen
Etterzhausen ist ein Ortsteil des Marktes Nittendorf im Landkreis Regensburg.

## Ehemalige Gemeinde
Bis 30. Juni 1972 war Etterzhausen mit Ortsteil Penk eine selbstständige Gemeinde.

## Geschichte
Der Name Etterzhausen ist erstmals nachweisbar zwischen 863 und 885 in der Schreibweise „Eidrateshus“; eine frühere Besiedlung ist aufgrund von Ausgrabungsfunden anzunehmen.
Im Königshof „Eidrateshusa“ stellte Kaiser Otto II. am 5. Oktober 977 eine Urkunde aus, in der er dem Kloster Lorch sein Eigengut Ennsburg und zehn Königshufen in Lorch schenkte. Die Benennung des Ortes unterlag im Lauf der Geschichte verschiedenen Wandlungen, seit Ende des 14. Jahrhunderts wird aber nur noch „Etterzhausen“ verwendet.
Um 1200 gelangten die Wittelsbacher in den Besitz der Urfar, bauten mit Hilfe ihrer Ministerialen, dem Geschlecht der Löwenecker, ihre Position im westlichen Umland von Regensburg aus und kontrollierten den Naabübergang. Aus der Konzentration sämtlicher Besitzungen in Etterzhausen entstand schließlich die Hofmark Etterzhausen, die in pfalz-neuburger Zeit dem Landrichteramt Burglengenfeld unterstellt war.
Im Lauf der Jahrhunderte wurde Etterzhausen durch kriegerische Handlungen immer wieder ganz oder teilweise zerstört. Im Dreißigjährigen Krieg wurde im Jahr 1632 das Dorf mitsamt dem erst gut vierzig Jahre zuvor erbauten Schloss und die Naabbrücke zerstört. Dafür waren bayerischen Truppen verantwortlich, die im April 1632 im Verlauf der Kämpfe um Regensburg (1632–1634) die Stadt besetzt hatten und es den von Nürnberg her im Anmarsch befindlichen Schweden erschweren wollten, die bayerische Stadt Stadtamhof am Nordufer gegenüber von Regensburg zu erreichen. Erst Anfang November 1633 erreichte eine schwedische Vorhut von Kelheim kommend den Übergang über die Naab bei Etterzhausen, baute die zerstörte Brücke wieder auf und nutzte sie zum Anmarsch auf Regensburg.
Durch das bayerische Gemeindeedikt von 1818 wurde die Landgemeinde Etterzhausen gebildet. 1878–1884 wirkte hier Gotthold Mendelssohn-Bartholdy, ein Enkel (1848–1903) Abraham Mendelssohn Bartholdys, als Bürgermeister.
Am 1. Juli 1972 wurde der Ort nach Nittendorf eingemeindet.
Bis 1982 befand sich hier Internat und Grundschule der Regensburger Domspatzen. Die überwiegende Zahl der nachgewiesenen Fälle von sexuellen Missbrauchs an Domspatzen (547 Schüler waren mindestens betroffen) ereigneten sich hier.
Unweit des Orts befindet sich der Burgstall Löweneck.

## Sehenswürdigkeiten
- Etterzhausen ist ein beliebtes Ausflugsziel. Die Lage im Naabtal und die Nähe zur Stadt Regensburg haben zudem viele Menschen veranlasst, sich in Etterzhausen niederzulassen.
- Bis zu seiner Sprengung im Jahr 2010 befand sich nahe Etterzhausen der Felstortunnel, mit nur 16 Metern Länge der kürzeste Eisenbahntunnel Deutschlands.
- Schloss Etterzhausen
- Räuberhöhle Etterzhausen

## Verkehr
Der Haltepunkt Etterzhausen an der Bahnstrecke Nürnberg–Regensburg wird im Stundentakt von Zügen der Regionalbahnlinie Neumarkt in der Oberpfalz – Regensburg Hauptbahnhof – Plattling bedient, die von Agilis betrieben wird. Auf diese Weise gelangen Pendler in weniger als 10 Minuten von Etterzhausen zum Regensburger Hauptbahnhof.
Durch den Ort führt die Staatsstraße 2660.
Durch das Naabtal führt die Staatsstraße 2165 Richtung Kallmünz.
Über die Anschlussstelle Nr. 67 (Nittendorf) der Bundesautobahn 3 ist Etterzhausen an das Autobahnnetz angebunden.